# 小泉将臣
小泉 将臣（こいずみ まさおみ、1986年2月18日は、日本の俳優。東京都出身。劇団俳優座所属。

## 人物
- 法政大学経済学部経済学科　中退
- 日本映画学校俳優科　卒業
- 劇団俳優座　2013年　入団
- 趣味・特技　海外旅行/車/バイク
- 漫画家の つの丸先生マニア
- 細野晴臣さんが遠い親戚

## 出演作品

### 俳優座公演
- 田中千禾夫「風塵」（2013年、麻布区民センター）　作：田中千禾夫 - 演出：亀井光子
- クスコ（2014年） 作：斎藤憐　- 演出：森一
- 冒した者(2014年、赤坂区民センター)  作：三好十郎- 演出：田中壮太郎
- 友達（2015年、俳優座稽古場）作：安部公房 - 演出：眞鍋卓嗣
- 女とハニワ（2015年、赤坂区民センター） - 演出：堀越大史
- 反応工程 （2016年、紀伊国屋ホール）　-作：宮本研　-演出:小笠原響
- 北へんろ（2017年、シアターⅩ） - 作：堀江安夫　 - 演出：眞鍋卓嗣
- 首のないカマキリ（2018年5月、俳優座稽古場） - 作：横山拓也　 - 演出：眞鍋卓嗣
- 血のように真っ赤な夕陽（2019年3月、俳優座稽古場）- 作：古川健　 - 演出：川口啓史
- カミノヒダリテ（2022年1月、俳優座スタジオ） - 作：ロバート・アスキンス - 演出：田中壮太郎
- 猫、獅子になる　（2022年10月、俳優座劇場） - 作：横山拓也　 - 演出：眞鍋卓嗣
- セチュアンの善人（2024年9月、俳優座劇場） - 作：ベルトルト・ブレヒト - 演出：田中壮太郎[1]
- PERFECT（2025年6月、俳優座スタジオ）[2]

### 外部公演
- 戦国シェイクスピアBASARA（2015年ひらつかホール）
- 中島みゆき　夜会vol.19 橋の下のアルカディア（2016年、赤坂ACTシアター）演出：中島みゆき
- 演劇企画体ツツガムシ「ドイツの犬」（2019年、シアター風姿花伝）作：日向十三　演出：田中壮太郎
- 新国立劇場「斬られの仙太」（2021年、新国立劇場小劇場）作：三好十郎　演出：上村聡史

### テレビ
- TV東京「しまじろうのわお！」内ドラマ 八代亜紀「愛しいイカ〜I love squid〜」
- TBS「中居正広の金曜日のスマイルたちへ」再現VTR（X JAPAN YOSHIKI役）
- TBS 「魔性の群像5」森村誠一サスペンス月曜名作劇場
- TBS「中居正広の金曜日のスマイルたちへ」再現VTR（チョコプラ長田役）

### 映画
- 2012年「スーパーローテーション」監督：斉藤久志
- 2014年「Kokoschka考察する瞳」監督：木内一裕

### CM
- 2020年「インタビューメーカー」
- 2020年「ココセレクト新潟」かぐや姫の選択
- 2017年「ダイニチブルーヒーター」
- 2014年「アリナミンV&Vロイヤル」

WEB CM
- 2015 年「ファッションセンターしまむら」(しまむら博士役)
- 2015 年「サカゼン」
- 2015 年 アイリ スオーヤマ「コードレス布団クリーナー」(犯人役)
- 2017 年 ライフル「コーディネーター篇」
- 2017 年 国民 年金基金 WEB ドラマ「飲食編:未来に繋ぐ、父の想い。」
- 2017 年 アイリスオーヤマ「布団乾燥機カラリエ」
- 2017 年 警視庁「特殊詐欺被害未然防止 声掛けマニュアル教養用映像」
- 2017 年 ニコン「I AM NIKON」プロモ ーションムービー(I AM 一生モノの幸せを)
- 2017 年 コクヨ「FITUS」
- 2018 年 警視庁「オリンピッ ク用暴力団排除研修映像」
- 2018 年 ブリヂストンホイール

### MV
- 2016 年 THE YELLOW MONKEY「砂の塔」

その他多数。